# Syzygium rysopodum
Syzygium rysopodum är en myrtenväxtart som beskrevs av Elmer Drew Merrill och Lily May Perry. Syzygium rysopodum ingår i släktet Syzygium och familjen myrtenväxter.
Artens utbredningsområde är Hainan (Kina). Inga underarter finns listade i Catalogue of Life.